# Jaj, a szörnyek!
A Jaj, a szörnyek! (eredeti cím: Aaahh!!! Real Monsters) egy amerikai rajzfilmsorozat. Amerikában a Nickelodeon adta 1994. október 29-től 1998. december 7-ig, Magyarországon pedig az Msat 1998 és 1999 között, a Nickelodeon 1998. augusztus 1. és 2006 tele közt, majd 2012-től újra, míg a Viasat 3 2001-ben. A főhősei egy szeméttelep alatt élő és ott iskolába járó szörnyek, akik az ijesztgetés művészetét tanulják, és a házi feladataik is ehhez kapcsolódnak.

## Cselekmény
A sorozat három szörnybarát kalandjait meséli el, akik egy amerikai város (néhány jel alapján New York) szeméttelepén gyakorolják az ijesztgetést, a céljuk az, hogy minél több embert ijesszenek meg. A három szörnybarát: az ijedős Füli, a büdös szagú Büdi és a stréber Pálcika.

## Szereplők
- Füli (Charlie Adler, magyar hangja Szokol Péter, majd Kassai Károly): egy apró, vörös színű szörny, akit nagy fülei miatt sokszor nyuszinak néznek. Apja, Füles, egy közismert és híres ijesztgető, a családi örökség pedig egy kicsit nyomasztóan hat rá. Sokszor lusta és simlis, de ő a három barát között a vezéralak. Ijesztgetésre a saját méretének megnövelésével képes. Az epizódok cselekménye a legtöbbször az ő személye által kevert kalamajkák körül forog.
- Pálcika (Christine Cavanaugh, magyar hangja Orosz Anna): egy gazdag családból származó szörnylány, a legjobb tanulók egyike. Fekete-fehér pálcika formájú a teste, és a legtöbbször ezeket szokta felhasználni ijesztgetéshez alakváltás útján, de ha ez nem válik be, a belső szerveit is ki tudja fordítani. Másik különleges képessége, hogy be tud hatolni mások álmaiba. Hatalmas vörös szája van.
- Büdi (David Eccles, magyar hangja Varga Tamás): családjának többi tagjához hasonlóan szemeit a saját kezeiben hordja. Ezt, valamint förtelmes testszagát szokta felhasználni ijesztgetéshez. Visszatérő geg a sorozatban, hogy elveszti a szemeit, melyeket kalandos úton kell visszaszereznie.
- Grombo (Gregg Berger, magyar hangja Jakab Csaba): a szörnyakadémia vezetője és a szörnyek tanára. Egy négylábú, zöldeskék szörny, hegyes piros orral és tűzpiros tűsarkú cipőkkel a lábain. Képes hozzáférni a szörnyek létezésének legősibb forrásához, a félelemhez, és tudja követni a diákjait is egy különleges eszköz segítségével a feladataik megoldása során.
- Szporty (David Eccles): a szörnyakadémia fegyelmezője, nagy és erős szörny, aki nem tud beszélni, csak morgó hangokat ad ki (egy epizódban egy készülék segítségével ki tudta fejezni a gondolatait). A fegyelmezés a "szportyolás" névre hallgat, amitől minden diák retteg. Valójában a Szporty ilyenkor csak énekel, de azt rettenetesen.
- Zimbo (Tim Curry): egy furcsa, egylábú, méhre emlékeztető kicsi lény. Grombo asszisztense, és gyakran mutatkozik a Szporty társaságában is.
- Simon, a szörnyvadász (Jim Belushi, magyar hangja Várkonyi András): egy ember, aki be akarja bizonyítani a nagyvilágnak, hogy szörnyek igenis léteznek, és ezért kész akár végezni is velük. A sorozatban többször is felbukkan, visszatérő főgonoszként.
- Bradley: egy ember, akivel Füli összebarátkozik, ugyanis néhány alkalommal segít a szörnyeknek a feladataik teljesítésében, illetve kihúzza őket a csávából.

## Epizódok
| #             | Magyar cím                                  | Eredeti cím                               |
| ------------- | ------------------------------------------- | ----------------------------------------- |
|               |                                             |                                           |
| ELSŐ ÉVAD     |                                             |                                           |
|               |                                             |                                           |
| 01            | A legjobb jelmez                            | The Switching Hour                        |
|               |                                             |                                           |
| 02            | Hajsza egy könyv után                       | Monsters, Get Real                        |
| 02            | Így is úgy is szportyolás                   | Snorched if You Do, Snorched if You Don't |
|               |                                             |                                           |
| 03            | Büdi átka                                   | Curse of the Krumm                        |
| 03            | Büdi Hollywood-ba megy                      | Krumm Goes Hollywood                      |
|               |                                             |                                           |
| 04            | A nagy átalakítás                           | Monstrous Make-Over                       |
| 04            | Rémület a levegőben                         | A Wing and a Scare                        |
|               |                                             |                                           |
| 05            | Büdi kelése                                 | Krumm's Pimple                            |
| 05            | A szörnyvadász                              | Monster Hunter                            |
|               |                                             |                                           |
| 06            | A szörny is csak ember                      | Monsters Don't Dance                      |
| 06            | Láva lámpa                                  | Gone Shopp'n                              |
|               |                                             |                                           |
| 07            | Öreg szörny nem vén szörny                  | Old Monster                               |
| 07            | Anyuka kérem                                | Mother May I                              |
|               |                                             |                                           |
| 08            | Kemény legények                             | Don't Just Do It                          |
| 08            | Egy test, egy lélek                         | Joined at the Hip                         |
|               |                                             |                                           |
| 09            | Pálcika fogszabályzója                      | Smile and Say Oblina                      |
| 09            | A nagy hullám                               | The Great Wave                            |
|               |                                             |                                           |
| 10            | A vagyon nem minden                         | Cold Hard Toenails                        |
| 10            | Édes csöppség                               | Attack of the Blobs                       |
|               |                                             |                                           |
| 11            | Az alma nem esik messze a fájától           | Chip off the Old Beast                    |
| 11            | Kísértetkastély                             | The War's Over                            |
|               |                                             |                                           |
| 12            | Hová tűnt a sok szörny?                     | Where Have All the Monsters Gone?         |
|               |                                             |                                           |
| 13            | Simon visszavág                             | Simon Strikes Back                        |
| 13            | Füli TV                                     | The Ickis Box                             |
|               |                                             |                                           |
| MÁSODIK ÉVAD  |                                             |                                           |
|               |                                             |                                           |
| 14            |                                             | Spontaneously Combustible                 |
| 14            | Curse of Katana                             |                                           |
|               |                                             |                                           |
| 15            |                                             | Monsters Are Real                         |
| 15            | This is Your Brain on Ickis                 |                                           |
|               |                                             |                                           |
| 16            |                                             | Into the Woods                            |
| 16            | Krumm Gets the Dreaded Nolox                |                                           |
|               |                                             |                                           |
| 17            |                                             | Mayberry UFO                              |
| 17            | I Dream of Snorch with the Long Golden Hair |                                           |
|               |                                             |                                           |
| 18            |                                             | Garbage Ahoy                              |
| 18            | Goin' South                                 |                                           |
|               |                                             |                                           |
| 19            |                                             | Monster Who Came in from the Cold         |
| 19            | Puppy Ciao                                  |                                           |
|               |                                             |                                           |
| 20            |                                             | The Rival                                 |
| 20            | Hats Off                                    |                                           |
|               |                                             |                                           |
| 21            |                                             | Eau de Krumm                              |
| 21            | O'Lucky Monster                             |                                           |
|               |                                             |                                           |
| 22            |                                             | The Tree of Ickis                         |
| 22            | Rosh-O-Monster                              |                                           |
|               |                                             |                                           |
| 23            | A szörnyvilág történelme                    | History of the Monster World, Part 1      |
| 23            | Félelem Füli a neved                        | Fear Thy Name is Ickis                    |
|               |                                             |                                           |
| 24            |                                             | Quest for the Holy Pail                   |
| 24            | Garbage In, Garbage Out                     |                                           |
|               |                                             |                                           |
| 25            |                                             | A Room with No Viewfinder                 |
| 25            | Krumm Rises to the Top                      |                                           |
|               |                                             |                                           |
| 26            |                                             | The Five Faces of Ickis                   |
| 26            | Bigfoot, Don't Fail Me Now                  |                                           |
|               |                                             |                                           |
| HARMADIK ÉVAD |                                             |                                           |
|               |                                             |                                           |
| 27            |                                             | Festival of the Festering Moon            |
| 27            | Simon's Big Score                           |                                           |
|               |                                             |                                           |
| 28            |                                             | Who'll Stop the Brain?                    |
| 28            | Cement Heads                                |                                           |
|               |                                             |                                           |
| 29            |                                             | Ickis and the Red Zimbo                   |
| 29            | Oblina and the Three Humans                 |                                           |
|               |                                             |                                           |
| 30            |                                             | Baby It's You                             |
| 30            | Monsters Are Fun                            |                                           |
|               |                                             |                                           |
| 31            |                                             | Out of the Past                           |
| 31            | Ship of Fools                               |                                           |
|               |                                             |                                           |
| 32            |                                             | Eye Full of Wander                        |
| 32            | Lifestyles of the Rich and Scary            |                                           |
|               |                                             |                                           |
| 33            |                                             | Krumm Gets Ahead                          |
| 33            | It's Only a Movie                           |                                           |
|               |                                             |                                           |
| 34            |                                             | You Only Scare Twice                      |
| 34            | Less Talk, More Monsters                    |                                           |
|               |                                             |                                           |
| 35            | A múlt árnyai                               | Fistful of Toenails                       |
| 35            | Vízözön                                     | Blind Love, Monster Love                  |
|               |                                             |                                           |
| 36            |                                             | Amulet of Enfarg                          |
| 36            | Bad Hair Day                                |                                           |
|               |                                             |                                           |
| 37            |                                             | Monster Blues                             |
| 37            | I Heard the Snorch Call My Name             |                                           |
|               |                                             |                                           |
| 38            |                                             | Wake Me When It's Over                    |
| 38            | Things That Go Bump in the Night            |                                           |
|               |                                             |                                           |
| 39            |                                             | The Master Monster                        |
| 39            | Slumber Scare                               |                                           |
|               |                                             |                                           |
| NEGYEDIK ÉVAD |                                             |                                           |
|               |                                             |                                           |
| 40            |                                             | Battle of the Century                     |
| 40            | A Perfect World                             |                                           |
|               |                                             |                                           |
| 41            |                                             | The Lips Have It                          |
| 41            | Escape Claws                                |                                           |
|               |                                             |                                           |
| 42            |                                             | Walk Like a Man                           |
| 42            | A Friend in Need                            |                                           |
|               |                                             |                                           |
| 43            |                                             | Watch the Watch                           |
| 43            | She Likes Me?                               |                                           |
|               |                                             |                                           |
| 44            |                                             | Oblina Without a Cause                    |
| 44            | Slick Ick                                   |                                           |
|               |                                             |                                           |
| 45            |                                             | Nuclear and Present Danger                |
| 45            | Loch Ness Mess                              |                                           |
|               |                                             |                                           |
| 46            |                                             | Super Ickis                               |
| 46            | The Substitute                              |                                           |
|               |                                             |                                           |
| 47            |                                             | The Great Escape                          |
| 47            | Beast With Four Eyes                        |                                           |
|               |                                             |                                           |
| 48            |                                             | Side by Side                              |
| 48            | Hooked on Phobics                           |                                           |
|               |                                             |                                           |
| 49            |                                             | Spy vs. Monster                           |
| 49            | Misery Date                                 |                                           |
|               |                                             |                                           |
| 50            |                                             | Clockwise                                 |
| 50            | Gromble Soup                                |                                           |
|               |                                             |                                           |
| 51            |                                             | Showdown                                  |
| 51            | Internal Affairs                            |                                           |
|               |                                             |                                           |
| 52            |                                             | Laugh, Krumm, Laugh                       |
| 52            | Rookie Monsters                             |                                           |

## Más országokban
| Ország             | Csatorna          | Sorozatpremier |
| ------------------ | ----------------- | -------------- |
| Argentína          | Nickelodeon       | 1999           |
| Argentína          | Magic Kids        | 1996           |
| Argentína          | Nick Hits         | 2009           |
| Ausztrália         | Nickelodeon       | 1995           |
| Ausztrália         | ABC TV            | 1995           |
| Brazília           | Nickelodeon       | 1994           |
| Brazília           | Rede Bandeirantes | 2010           |
| Kanada             | Nickelodeon       | 1994           |
| Horvátország       | Nickelodeon       | 1998           |
| Portugália         | Nickelodeon       | 2005           |
| Portugália         | SIC               | 1996           |
| Görögország        | Nickelodeon       | 2011           |
| Görögország        | TVC               | 1999           |
| Görögország        | Channel 9         | 2005           |
| Lengyelország      | TVP Katowice      | 1995           |
| Franciaország      | Canal+            | 1997           |
| Franciaország      | Télétoon+         | N/A            |
| Németország        | Das Erste         | 1995           |
| Németország        | Nickelodeon       | 1995           |
| Németország        | N3                | 1997           |
| Németország        | MTV2 Pop          | 2003           |
| Németország        | K-Toon            | 2000           |
| Németország        | Junior            | 2000           |
| Olaszország        | Nickelodeon       | N/A            |
| Izrael             | Nickelodeon       | N/A            |
| Izrael             | Arutz HaYeladim   | N/A            |
| Malajzia           | TV9               | 2011           |
| Mexikó             | Nickelodeon       | 1999           |
| Mexikó             | Nick Hits         | 2009           |
| Mexikó             | XHGC-TV           | 1999           |
| Mexikó             | XEQ-TV            | 2004           |
| Új-Zéland          | TV2               | 1994           |
| Új-Zéland          | TV3               | 2004           |
| Új-Zéland          | Nickelodeon       | 2006           |
| Új-Zéland          | FOUR              | 2011           |
| Svédország         | SVT               | N/A            |
| Svédország         | SVTB              | N/A            |
| Svédország         | Nickelodeon       | 1995           |
| Finnország         | Nickelodeon       | N/A            |
| Tajvan             | Nickelodeon       | 1998           |
| Törökország        | Star TV           | 1995           |
| Törökország        | Nickelodeon       | 1998           |
| Törökország        | CNBC-e            | 1999           |
| Ukrajna            | ICTV              | N/A            |
| Ukrajna            | Qtv               | N/A            |
| Oroszország        | Nickelodeon       | N/A            |
| Oroszország        | TNT               | N/A            |
| Egyesült Királyság | Channel 4         | N/A            |
| Egyesült Királyság | Nickelodeon       | 1994           |
| Egyesült Királyság | Nicktoons         | 2002           |
| USA                | TeenNick          | N/A            |
| USA                | Nickelodeon       | 1994           |
| USA                | Nicktoons         | 2002           |
| Fülöp-szigetek     | Nickelodeon       | N/A            |
| Japán              | Nickelodeon       | N/A            |